# Liste der denkmalgeschützten Objekte in Köttmannsdorf
Die Liste der denkmalgeschützten Objekte in Köttmannsdorf enthält die 7 denkmalgeschützten, unbeweglichen Objekte der Gemeinde Köttmannsdorf.

## Denkmäler
| Foto |                 | Denkmal                                                                                         | Standort                                          | Beschreibung | Metadaten |
| ---- | --------------- | ----------------------------------------------------------------------------------------------- | ------------------------------------------------- | --- | --- |
| ja   | Datei hochladen | Schloss Hollenburg HERIS-ID: 16167 Objekt-ID: 12424                                             | Hollenburg 1 Standort KG: Hollenburg              | Südlich von Klagenfurt auf einem steil abfallenden Felshügel in beherrschender Lage nördlich über Drau und Rosental gelegen. Eine der bedeutendsten Burgen des Landes. An der Stelle vermutlich der urkundlich 860 und 876 genannte curtis ad Trahoven. Das Geschlecht der Hollenburger urkundlich erstmals 1142 erwähnt; nach ihnen die Pettauer. 1348 Zerstörung durch Erdbeben und Wiederaufbau. Sitz eines Landgerichtes, erster Richter 1349. 1514 von Kaiser Maximilian an Siegmund von Dietrichstein verkauft, bis 1861 im Besitz dieser Familie. Unter den Dietrichstein im 16. und 17. Jahrhundert Ausbau der Burg in die heutige Form. Derzeit Privatbesitz der Familie Kyrle. 1996/97 Restaurierung der Hoffassaden. Farbigkeit der Renaissancezeit – gebrochenes Weiß – wiederhergestellt. An der nördlichen Hoffassade Freilegung der Rest einer „1581“ datierten, in Secco-Technik ausgeführten Sonnenuhr. | BDA-Hist.: Q666876 Status: Bescheid Stand der BDA-Liste: 2025-06-30 Name: Schloss Hollenburg GstNr.: .1 Hollenburg                                                              |
| ja   | Datei hochladen | Urgeschichtliche und frührömische Siedlung nordöstlich der Hollenburg HERIS-ID: 113576seit 2021 | Standort KG: Hollenburg                           | Anmerkung: Koordinaten grundstücksgenau | BDA-Hist.: Q107624308 Status: Bescheid Stand der BDA-Liste: 2025-06-30 Name: Urgeschichtliche und frührömische Siedlung nordöstlich der Hollenburg GstNr.: 18                   |
| ja   | Datei hochladen | Kath. Pfarrkirche St. Georg und Maria zu Köttmannsdorf HERIS-ID: 16168 Objekt-ID: 12425         | Köttmannsdorf Standort KG: Köttmannsdorf          | Erhöht, von einer zinnenbekrönten Friedhofsmauer umgeben. Urkundlich 1194 als ecclesia sancti Georgi de Godmeresdorf. Ursprünglich romanische Chorturmkirche der zweiten Hälfte des 12. Jahrhunderts, in gotischer und barocker Zeit erweitert. Mächtiger viergeschoßiger Ost-Turm mit Giebeln und achtseitigem Spitzhelm; im Glockengeschoß Sgraffitodekor im Giebeldreieck, bezeichnet 1590. Rundbogenportal zur alten Sakristei, spätgotisches Portal im Süden. Gotischer Chor mit 5/8-Schluss und abgestuften Strebepfeilern vor 1453; nordseitiger Turmanbau mit Pultdach (alte Sakristei); südseitig spätgotischer Kapellenanbau, dessen ungewöhnlich spitzwinkeliger Ostabschluss (heutige Sakristei) wohl erst um 1730. Westlich anschließend der ehemalige freistehende, im Kern vermutlich romanische Karner, später an die Kirche angebaut und barock als Sebastiankapelle umgebaut, bezeichnet 1727, mit eigener offener Vorhalle und darunter liegender Beinkammer. Profiliertes Spitzbogenportal im Westen. An der Langhaus-Süd-Wand bemerkenswertes Christophorusgemälde, im unteren Teil verwaschen mit fragmentarischer Inschrift und Jahreszahl, zweite Hälfte des 15. Jahrhunderts. | BDA-Hist.: Q37809214 Status: § 2a Stand der BDA-Liste: 2025-06-30 Name: Kath. Pfarrkirche St. Georg und Maria zu Köttmannsdorf GstNr.: .57 Pfarrkirche hl. Georg, Köttmannsdorf |
| ja   | Datei hochladen | Kath. Filialkirche hl. Gandolf HERIS-ID: 16169 Objekt-ID: 12426                                 | St. Gandolf Standort KG: Köttmannsdorf            | Mitten im Dorf gelegen. 1142 in der Stiftungsurkunde des Klosters Viktring erwähnt. Kleiner im Kern romanischer Bau mit wuchtigem, in den unteren Geschoßen romanischer Nord-Turm; 1863 mit gekuppelten Schallfenstern und Spitzhelm versehen. Der Ostteil der Kirche, ursprünglich mit Chorquadrat, erhielt in gotischer Zeit ein polygonales Chorhaupt am ursprünglichen Chorquadrat. Westliches gotisch profiliertes Eingangsportal (das nordseitige zugemauert). An der äußeren Nord-Wand bäuerliches barockes Christophorusfresko. | BDA-Hist.: Q37809224 Status: § 2a Stand der BDA-Liste: 2025-06-30 Name: Kath. Filialkirche hl. Gandolf GstNr.: .74 Saint Gangolf Church (Köttmannsdorf)                         |
| ja   | Datei hochladen | Totenleuchte HERIS-ID: 16170 Objekt-ID: 12427                                                   | Köttmannsdorf Standort KG: Köttmannsdorf          | Im Friedhof südlich der Kirche, steinerne, gotische Totenleuchte mit achtseitigem Schaft und vier runden Lichtfenstern im Aufsatz und Steindach, Mitte des 13. Jahrhunderts. 1436 Stiftung für Armeseelenlicht. Eine von insgesamt acht in Kärnten erhaltenen Totenleuchten und eine der ältesten Österreichs. | BDA-Hist.: Q37809243 Status: § 2a Stand der BDA-Liste: 2025-06-30 Name: Totenleuchte GstNr.: .57 Totenleuchte Köttmannsdorf                                                     |
| ja   | Datei hochladen | Grenzstein Hollenburg - Viktring HERIS-ID: 16193 Objekt-ID: 12450                               | Thal, bei Mühlenstraße 2 Standort KG: Rotschitzen | An der Abzweigung der Köttmannsdorfer Landesstraße von der Loiblpass-Bundesstraße, in einem Gartenstück gelegen. Markierte Gerichtsgrenze zwischen Landgericht Hollenburg und Burgfried Viktring. Beidseitig reliefierte Marmorplatte, nach Südosten Wappen der Familie Dietrichstein und 1763, nach Nordwesten Doppelwappen des Klosters Viktring und 1763. Standort seit Aufstellung unverändert. | BDA-Hist.: Q37809634 Status: Bescheid Stand der BDA-Liste: 2025-06-30 Name: Grenzstein Hollenburg - Viktring GstNr.: 445/4                                                      |
| ja   | Datei hochladen | Kath. Filialkirche St. Margarethen bei Köttmannsdorf HERIS-ID: 16194 Objekt-ID: 12451           | St. Margarethen Standort KG: Wurdach              | In isolierter Lage in der Nähe eines Gehöftes. Urkundlich 1204 erwähnt. Kleiner gotischer Bau, Blendbogengliederung von 1862. Polygonaler Chor, südliche Sakristei flach gedeckt (19. Jahrhundert?) und vorgestellter West-Turm von 1862 mit Blendbogengliederung; in dessen Glockengeschoß rundbogige Doppelfenster, Spitzhelm. West-Portal spitzbogig 19. Jahrhundert. Langhaus (im 19. Jahrhundert ? erhöht) flachgedeckt. Südliche Tür zur Sakristei. Gotischer Triumphbogen abgefast. Polygonalchor einjochig, Netzrippengewölbe über Runddiensten, zweite Hälfte des 15. Jahrhunderts. Gotische Sakramentsnische mit abgefaster Rahmung. Einrichtung: Zierlicher barocker Hochaltar, um 1660, Mittelzone mit freier Dreisäulenstellung über hohem Sockel mit seitlichen Opfergangsportalen, integriertem Tabernakel und zwei Rahmen mit Reliefs (links heiliger Bartholomäus, rechts heiliger Matthias); Lateralwangen, gesprengter Dreiecksgiebel mit kleiner Ädikula (Schuppenpilaster, Voluten) als Aufsatz; Figuren heilige Margareta, links heiliger Johannes Evangelist, rechts Heiliger (?); im Aufsatz Figur heilige Barbara. An der Rückseite Predella eines spätgotischen Retabels, Vera Icon von Engeln gehalten, um 1520. Aus St. Veiter Werkstatt 1500–1510: Relief Anbetung der Heiligen Drei Könige (Predella eines Flügelaltars), vier Flachreliefs mit Apostelfiguren mit grober Übermalung, Heilige Matthias, Johannes, Simon und Judas Thaddäus. Altarrestaurierung 1989. Schlichte Kanzel viertes Viertel des 17. Jahrhunderts; Immaculatastatue. Glocke bezeichnet 1428. | BDA-Hist.: Q1413165 Status: § 2a Stand der BDA-Liste: 2025-06-30 Name: Kath. Filialkirche St. Margarethen bei Köttmannsdorf GstNr.: .85 St. Margarethen ob Köttmannsdorf        |